# Hot Fuzz
Hot Fuzz è un film del 2007 diretto da Edgar Wright. Il film è il secondo della trilogia del Cornetto, iniziata nel 2004 con L'alba dei morti dementi e conclusasi con La fine del mondo nel 2013. La pellicola prende spunto dai grandi classici del cinema d'azione, omaggiandoli con citazioni anche esplicite.

## Trama
Nicholas Angel è il miglior poliziotto di Londra, ma la cosa suscita gelosia nei suoi colleghi e superiori della Metropolitan Police Service, i quali risolvono il problema con un trasferimento a Sandford, una monotona cittadina di Gloucestershire da molti anni vincitrice del premio "villaggio dell'anno". Al suo arrivo Angel arresta quattro alcolisti minorenni e ferma un guidatore in stato di ebbrezza, scoprendo poi che egli è Danny Butterman, l'imbranato figlio del capitano di polizia Butterman nonché il suo nuovo partner di lavoro a Sandford. Per Angel è molto dura dimostrare le sue doti in questa piccola cittadina e la sua devozione al lavoro lo rende lo zimbello del corpo di polizia di Sandford. Angel si riduce così a trascorrere il proprio tempo con Danny, bevendo al pub locale e guardando film d'azione come Point Break e Bad Boys II.
Una notte gli attori teatrali Martin Blower e Eve Draper vengono orribilmente uccisi da un misterioso figuro incappucciato che smembra i loro cadaveri per far sembrare l'assassinio un incidente stradale. Nella scena del delitto Angel è l'unico che correttamente intuisce che c'è qualcosa che non quadra, mentre gli altri sono discordi. In seguito Angel e Danny risolvono casi di criminalità ed emergenze minori, come confiscare armi senza licenza (inclusa una mina navale apparentemente inattiva) e ritrovare un cigno scappato, per poi però insospettirsi di nuovo quando l'uomo d'affari locale George Merchant viene ucciso da una fuga di gas che lo fa saltare in aria assieme alla sua casa. Mentre la polizia di Sandford etichetta l'esplosione come un altro incidente, Angel viene contattato dal giornalista Tim Messenger, il quale possiede utili informazioni. Angel si reca al punto d'incontro stabilito con Messenger presso la chiesa, ma prima di poter parlare, il giornalista viene brutalmente assassinato dal figuro incappucciato che gli fa cadere addosso una guglia.
Ora che hanno avuto tutti la dimostrazione che in città c'è un assassino, Angel viene incaricato di indagare. Cercando indizi, Angel parla alla fiorista Leslie Tiller, la quale gli fa comprendere una connessione con le vittime, che erano coinvolte in un lucroso affare immobiliare. Quando Angel torna dalla sua macchina dopo aver recuperato il suo blocco note, assiste all'omicidio della Tiller, che viene uccisa con delle cesoie dal figuro incappucciato; l'assassino gli sfugge, ma durante la fuga Angel riesce a ferirlo a una gamba. Angel accusa quindi Simon Skinner, un avido gestore di un supermercato e membro della Alleanza Per Il Controllo Del Borgo, un'associazione di volontari che si occupano di mantenere le comunità più sicure, di essere il responsabile degli omicidi, siccome le vittime erano coinvolte in quell'affare immobiliare. Pur ammettendo che la connessione è giusta, Skinner presenta prove contro le accuse di Angel e un solido alibi, rivelando inoltre di non essere ferito alle gambe.
Deluso e creduto paranoico dai colleghi, Angel torna a fare le sue noiose routine con Danny. Tuttavia, mentre comprano dei gelati in un negozio, Angel sente la negoziante che domanda se sono riusciti a prendere "gli assassini", capendo quindi di essersi sbagliato nel sospettare che gli omicidi fossero ad opera di una sola persona e che ciò contraddice l'alibi di Skinner. Quando torna al suo alloggio, Angel viene assalito dal figuro incappucciato, che riesce a sconfiggere e a smascherare, scoprendo che si tratta di Michael Armstrong, il colossale dipendente del supermercato di Skinner. Ascoltando il walkie-talkie di Michael, Angel giunge al castello locale dove scopre che l'ispettore Butterman e l'APICDB cospirano per far vincere costantemente a Sandford il premio di "villaggio dell'anno" e assassinano chiunque porti qualsiasi cambiamento allo stile di vita della cittadina, anche per futili motivi. La motivazione che ha portato a Butterman la furia di compiere questi atti mostruosi è stato il suicidio di sua moglie Irene, i cui sforzi per vincere il premio anni prima furono rovinati da dei nomadi, che devastarono il parco il giorno prima dell'arrivo dei giudici.
Angel viene scoperto e mentre fugge dai cospiratori cade in una catacomba dove sono stati buttati i cadaveri delle vittime della psicopatica setta, inclusi quelli che il poliziotto aveva arrestato per aver commesso crimini minori; in seguito riesce a risalire in superficie ma viene attaccato da Danny, che in realtà finge di ucciderlo per ingannare la setta; dopo averlo portato fuori da Sandford, Danny afferma di non essere al corrente della cospirazione e supplica Angel di tornarsene a Londra perché nessuno gli crederebbe. Durante il viaggio di ritorno però, Angel cambia idea e decide di tornare da Danny per aiutarlo a fermare la setta; rientrato alla stazione di polizia e armatosi pesantemente con tutte le armi che aveva confiscato, con l'aiuto di Danny ingaggia una serie di scontri a fuoco contro i membri della setta. Riusciti a convincere il resto dei poliziotti di come stanno le cose, Angel e Danny conducono il proprio esercito contro i membri della setta, che si sono riuniti al supermercato di Skinner.
Durante lo scontro finale l'ispettore Butterman e Skinner cercano di fuggire, ma vengono inseguiti da Danny e Angel, che per la strada recuperano il cigno scappato. Dopo uno spericolato inseguimento in automobile, Angel affronta Skinner ingaggiando con lui un combattimento corpo a corpo, al termine del quale riesce a sconfiggerlo facendolo impalare sulla guglia della cattedrale di un villaggio in miniatura. Tenendo in ostaggio Danny, l'ispettore Butterman cerca di fuggire con l'auto di Angel, ma alla fine si schianta dopo essere stato attaccato dal cigno e viene arrestato. I colleghi di Londra in seguito giungono a Sandford e supplicano Angel di tornare nella metropoli per via del rialzo del crimine avvenuto in sua assenza, ma egli decide di restare. Alla stazione di polizia però, Angel viene attaccato da Tom Weaver, l'ultimo membro della setta ancora libero, che prova a ucciderlo a colpi di spingarda, ma Danny fa' da scudo all'amico il quale, furioso, scaraventa Tom sulla mina navale confiscata, facendo così esplodere l'intera stazione. Angel trova Danny tra le macerie, in fin di vita.
Un anno dopo Angel, divenuto ispettore del nuovo corpo di polizia di Sandford, porta dei fiori al cimitero cittadino posandoli su una tomba che porta il nome di Butterman, ma non si tratta della tomba di Danny, bensì di sua madre. In seguito alla loro riunione, Angel e Danny, ora sergente, continuano a vegliare sul villaggio lavorando insieme.

## Cast
- Simon Pegg è Nicholas Angel. È il protagonista del film. Un poliziotto considerato perfetto, sicuramente il migliore di Londra. Considera il suo lavoro una missione e proprio questa ossessione per il proprio compito lo porta ad avere problemi nella vita sentimentale, situazione confermata dal fatto che viene lasciato dalla sua fidanzata.
- Nick Frost è Danny Butterman. È il figlio del capitano della polizia di Sanford, un ragazzo un po' imbranato che si farà conoscere da Nick Angel come ubriaco e non come poliziotto. Sarà assegnato come collega di Angel e proprio questo lo porterà a stringere un'amicizia sempre più forte con lui. Frost ha accettato l'ingaggio solo a condizione di poter scegliere il proprio personaggio.
- Jim Broadbent è il capitano Frank Butterman. È il capitano della caserma di polizia di Sanford e padre di Danny Butterman, un uomo molto attaccato alla sua famiglia e che non riesce a dimenticare la morte della moglie, cosa che ha cambiato il suo stile di vita "al di fuori" dell'ordinaria esistenza che conduce nella caserma.
- Paddy Considine e Rafe Spall sono i Detective Andy Wainwright e Andy Cartwright. Sono due giovani detective conosciuti in caserma come gli "Andies" per via dell'omonimia dei loro nomi. Scherzosi e poco seri, diffidano subito del loro nuovo collega Angel e della sua presunta mania di considerare tutti i casi degli omicidi che loro considerano solo degli incidenti.
- Timothy Dalton è Simon Skinner. È il direttore del supermercato di Sanford. Si dimostra subito un tipo misterioso, diventando il sospettato numero uno di Angel.

### Camei

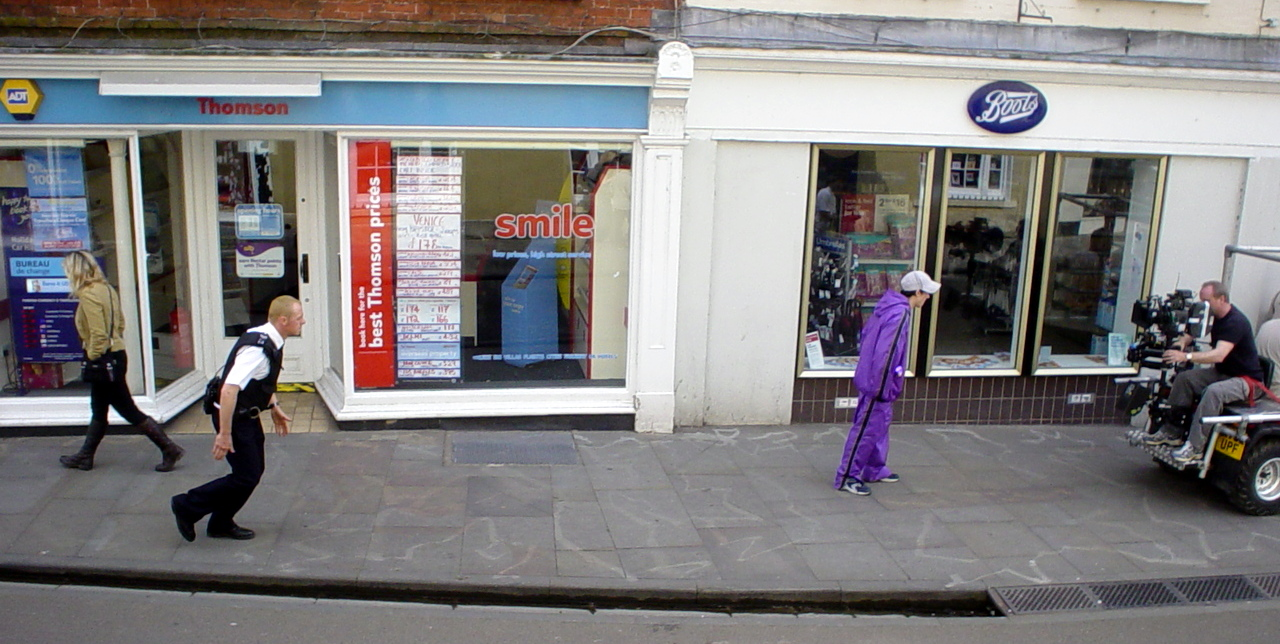
Un momento delle riprese

- Wright ha rivelato in un'intervista che Cate Blanchett ha avuto il ruolo di Janine, ex-fidanzata di Angel nascosta sotto tuta e mascherina della polizia scientifica, per essere una fan di L'alba dei morti dementi.[1]
- Wright ha incontrato Peter Jackson mentre questi filmava King Kong, e lo stesso Jackson suggerì la sua intenzione di fare un cameo. Jackson è il Babbo Natale che accoltella il protagonista nelle scene iniziali del film.[1]
- Jim Broadbent ha rivelato interesse per Shaun e chiesto una parte a Simon Pegg alla cerimonia di premiazione BAFTA.[2]
- Il cantante e attore inglese Joseph McManners ha interpretato un cameo nei panni di uno studente; lo si vede al fianco di Angels durante la foto ricordo a scuola. La sua storia è stata tagliata dal film e si trova solo nei contenuti bonus del DVD.

## Produzione
La sceneggiatura è di Wright e Simon Pegg e gli attori protagonisti sono Pegg e Nick Frost. I tre avevano già lavorato insieme ne L'alba dei morti dementi e nella serie TV Spaced.
Le riprese sono durate 11 settimane all'inizio del 2006 e si sono svolte tra Londra e Wells, nel Somerset. Gli effetti visivi sono stati realizzati da 10 artisti per esplosioni e sparatorie.
Prima dell'uscita del film, è stato presentato al Comic-Con di San Diego.

## Distribuzione
Il film è uscito il 14 febbraio 2007 nel Regno Unito e il 20 aprile negli Stati Uniti.